# František Kaduk
František Kaduk (27. května 1937 – 22. ledna 2019) byl slovenský a československý politik Komunistické strany Slovenska a poslanec Sněmovny národů a Sněmovny lidu Federálního shromáždění za normalizace.

## Biografie
K roku 1971 a 1976 se profesně uváděl jako tesař.
Ve volbách roku 1971 zasedl do slovenské části Sněmovny národů (volební obvod č. 142 – Prešov II, Východoslovenský kraj) jako bezpartijní poslanec. Ve volbách roku 1976 přešel do Sněmovny lidu (obvod Prešov II), nyní již jako poslanec za KSS. Ve FS setrval do konce funkčního období, tedy do voleb roku 1981.